# Flash Coffee
Flash Coffee是一間總部位於新加坡的連鎖咖啡店品牌，成立於2020年，曾先後在新加坡、香港、台灣、泰國及印尼等地開設分店。
2020年，Flash Coffee在印尼開設首間分店，其後已在各地開設250間分店。
2021年11月，Flash Coffee進駐香港，在3個月內連開8間分店。
2023年3月，Flash Coffee退出台灣市場。
2023年10月，Flash Coffee關閉在新加坡餘下的11間分店。
2023年11月，潘杰賢創立的Turn Capital收購Flash Coffee在泰國的業務與加盟經營權。
2024年，Flash Coffee香港分店全線結業。

## 外部連結
- Flash Coffee （页面存档备份，存于）